# Reigny
Reigny là một xã trong tỉnh Cher, thuộc vùng hành chính Centre-Val de Loire của nước Pháp, có dân số là 266 người (thời điểm 1999). Reigny là một nơi trồng nho.

## Nhân khẩu học
| 1962 | 1968 | 1975 | 1982 | 1990 | 1999 |
| ---- | ---- | ---- | ---- | ---- | ---- |
| 421  | 443  | 400  | 317  | 276  | 266  |